# 袁玫
袁欢（1964年—），女，安徽芜湖人，中国黄梅戏演员，电视演员。现为广东电视台制片人，广东省政协委员，亦是中国电影家协会、中国表演艺术学会会员。

## 生平
1978年，进入安徽省艺术学校学习黄梅戏。与吴琼、马兰、吴亚玲、杨俊并称黄梅戏五朵金花。
1983年，在中央电视台拍摄的电视剧《红楼梦》中扮演袭人。
1988年，加盟广东电视台。先后主演了《公关小姐》、《赵氏孤儿》、《孙武》、《情满珠江》等影视作品。
2004年4月，担任电视剧《故乡的云》执行制片人。

## 影视作品

### 电视剧
- 1997年《孙武》饰 帛女(孙武妻)
- 1994年《情满珠江》饰 何欢
- 1990年《乱世香港》饰 徐燕香/琦慧
- 1989年《公关小姐》饰 林晶晶
- 1987年《红楼梦》饰 袭人
- 2013年《盛夏晚晴天》饰 喬于若芬

### 电影
- 1987年《仗义小伙儿》 饰 小雪
- 1985年《峨眉飞盗》饰 霞妹